# 阿曼達·奇德斯特
阿曼達·瑪麗·奇德斯特（英語：Amanda Marie Chidester，1990年4月11日—）是一名出生於美國密西根州的壘球選手，司職捕手，目前效力於國家職業快速壘球聯盟芝加哥俠盜。她曾隨隊參加2020年夏季奧林匹克運動會壘球比賽，結果獲得銀牌。

## 外部連結
- 阿曼達·奇德斯特的Facebook專頁
- 阿曼達·奇德斯特的X（前Twitter）
- 阿曼達·奇德斯特的Instagram帳戶